# 帝国海軍恋慕情〜明治横須賀行進曲〜
『帝国海軍恋慕情〜明治横須賀行進曲〜』（ていこくかいぐんこいぼじょう めいじよこすかこうしんきょく）は、ディースリー・パブリッシャーより2015年9月25日に発売されたPlayStation Vita用ゲームソフト。

## 登場人物
美萩 園緒（みはぎ そのお）
主人公
深山 峻晴（ふかやま みねはる）
声 - 斉藤壮馬

平塚 茂（ひらつか しげる）
声 - 前野智昭

伊予部 直哉（いおべ なおや）
声 - 小西克幸

原 正毅（はら まさき）
声 - 櫻井孝宏

小宮山 嵩元（こみやま たかもと）
声 - 石田彰

徳田 剛昌（とくだ ごうしょう）
声 - 伊藤健太郎

藤沢 浩成（ふじさわ ひろなり）
声 - 鈴木裕斗

沼尻 かのこ（ぬまじり かのこ）
声 - 佐久間紅美

本庄 眞一郎
声 - 大須賀純

美萩 保徳（みはぎ やすのり）
声 - 中博史

添田 秋生（そえだ しゅうせい）
声 - 上田燿司

志賀 京（しが みやこ）
声 - 明坂聡美

深山 稜照（ふかやま たかてる）
声 - 清水一貴

田崎 好弘（たざき よしひろ）
声 - 十河圭祐

ウラジミール・ミロノフ
声 - 楠大典